# 傳真社
傳真社（英語：FactWire）是一間位於香港的調查性新聞通訊社，為非牟利的新聞機構，於2015年8月18日成立，2016年3月1日正式運作。傳真社以專注調查報道作為主要傳播模式，調查報道獲各多間香港主流新聞媒體採用。通訊社由三千三百名香港市民集資創辦。2022年6月10日，傳真社宣布停止運作。

## 歷史
2015年6月30日，資深記者吳曉東在網上啟動發起成立通訊社計劃。在眾籌網頁表示主流媒體和網媒的即時新聞一式一樣，只是為了滿足廣告客戶的點擊率而主打花邊新聞。希望透過成立通訊社作主打調查和數據報道，「讓公眾從事實當中了解真相」。為避免通訊社受制於投資者及廣告商的政治立場和利益關係，故透過網上進行眾籌集資，期望籌得300萬港元營運一年，將全部用來聘請調查記者。長遠目標是成為世界第四大新聞通訊社。
到同年8月18日下午，眾籌集資達標完成，FactWire隨即在facebook宣佈通訊社正式成立，最快2015年12月投入服務。其後延長籌款至10月2日，較原先籌款目標多出200萬元。
2015年9月2日，FactWire傳真社公開招聘記者，實習記者月薪1.8萬、5至7年年資高級記者4萬、調查主任達6萬。
2016年，《傳真社》因「中國製93列市區線新列車及首批高鐵列車報道」被威嚇，辦公室門外出現可疑人物及記號一個月無法正常採訪。
2016年2月21日，FactWire傳真社公開招聘的6名記者，兩名資料搜集員，一名編輯和2名實習記者，首次在新聞部辦公室見面和召開第一次會議。到3月1日正式運作投入工作，同年5月25日發表首個調查報道。
2018年12月28日，FactWire傳真社專頁在facebook專頁發貼文表示銀行存款已幾近耗盡，經扣除律師費撥備、遣散費等必要開支後，指無法支持由10人減至7人的採訪團隊，將規模縮減至3人。吳曉東表示傳真社仍能運作，短期內不會倒閉。

## 停運
2022年6月10日，傳真社宣布當天起停止運作，員工將按既定程序遣散，每月訂閱的款項會即日停止轉帳。其帖文指近年傳媒行業巨變，但「可惜萬物有時，是時候告別」。
聲明簡短提及傳媒環境巨變。相關報導指出停運前一個月新聞網站被黑客入侵，造成3700名訂閱戶資料外流，傳真社還被香港政研會指控散布假新聞。

## 已進行的調查報道

### 2016年
- 2016年5月：台山核電站揭發壓力容器質量不合格，在安全隱憂下已封頂。[10]
- 2016年6月：揭發港島南區大潭官地有前政府高官和富商涉嫌在東丫背村佔用官地超過30年，非法將寮屋改建成8座豪華獨立屋。[11]
- 2016年7月：35列由中國南車青島四方機車車輛製的新加坡地鐵列車出現裂紋，需秘密回收。港鐵93列市區線新列車及首批高鐵列車亦屬涉事的中國生產商亦負責製造。事件在中國和新加坡皆屬機密。[12]
- 2016年9月：追查發現選舉事務處職員將裝有選舉物資（包括選票）的行李箱帶回家保存，而行李箱並無上鎖。[13]
- 2016年9月：2016年立法會選舉後，傳真社比對96個票站的投票人數及選票總數，最少5個票站點算的選票數目多於投票人數，多出選票數目超過800張。部份票站的統計紀錄多度塗改，選舉的公正性備受質疑，引起極大爭議。[14]
- 2016年11月：揭發智能電話「來電攔截」應用程式CM Security、Truecaller及Sync.ME收集用戶私人通訊錄，並整合成公開資料庫，洩漏全球約30億個電話號碼持有者身份。

### 2017年
- 2017年1月：透露建築師嚴迅奇早在政府未經諮詢興建「香港故宮文化博物館」前四個月，已獲聘展開故宮博物館的設計工作，其後更獨家取得博物館設計圖，共16頁。[15]
- 2017年2月：指民航處隱瞞1月份使用新空管系統後，發生6宗飛行間距不足安全事故。[16]同月亦發現地產商容許旗下商場、辦公大樓及機場的外賣店「冒充」餐廳，涉嫌無牌經營食肆。[17]
- 2017年3月：取得高鐵西九龍站內地口岸區2016年版本的平面圖則，顯示中方高度參與出入境設施的設計，包括「衛生間」內佈局、房間牆壁厚度等均採用中國要求。[18]
- 2017年4月：製作香港首個樓宇維修資料庫並公開予公眾，合共有220個屋苑的入標資料。[19]同月亦發現安達邨防火電線測試不合格。[20]
- 2017年7月：取得劉曉波於2008年被捕前拍攝的完整訪問片段和多段劉霞從未曝光的影片，透露「沒有想到」劉曉波會因起草《零八憲章》而被捕。[21]同月，傳真社援引英國《資訊自由法》調查立法會主席梁君彥放棄英籍，最後獲得確定，顯示《聲明》蓋章與官方樣式相符。[22]
- 2017年8月：率先報導林子健被擄案在旺角獨自離去閉路電視畫面，未見有人被擄。[23]不過有關報道的標題「閉路電視證林子健安全離開砵蘭街 未見有人被擄走 林子健：匪夷所思」引起廣泛關注，其後修訂內容，承認有關報道的處理不夠審慎向讀者致歉。[24]

- 2017年10月：指領展旗下大部分公共屋邨停車場時租車位違反地契，出租時租車位予非住戶使用。領展聲稱報道與事實不符，向傳真社發律師信。傳真社指領展列出的泊位豁免數據只列有1個私家車泊位穫批准租予非當邨住戶，資料和報道一致。傳真社發表報道前已翻查所有地契並徵詢專業意見。對領展的不實指控深感遺憾。[25]

### 2018年
- 2018年1月：取得中大學生會前會長張秀賢報稱1月8日在大圍遇襲前的片段。[26]
- 2018年3月：指出早於2017年9月，2018年1月6日懷疑受虐致死的女童陳瑞臨生前就讀的路德會富泰幼兒園的老師已經拍過女童手、腳及面部均有傷痕的照片，並兩次撰寫報告交予校長余美英，不符校方早前聲稱一直未有發現她身上有傷痕不符。[27]同月揭發香港電訊間位於機樓的客戶服務中心違反地契經營。
- 2018年4月：取得南生圍橫水渡被燒毀的閉路電視片段。片段顯示最少有兩人目擊，不過沒有報警。[28]
- 2018年5月：揭發落馬洲河套區旁邊的蠔殻圍濕地保育區過去10年有三成私人地段業權曾經易手，當中包括內地資金、香港商人及利用離岸公司隱藏身份的買家。[29]
- 2018年7月：揭發領展並無依照2005年與房委會簽訂的《買賣協議》攤分23個居屋公用地方的管理和維修費，令屋苑業主白白多付千萬元維修費。僅有3個屋苑知悉此條款，與領展按比率分攤相關費用。房委會沒有履行執行人責任，採取監察措施，監督領展遵守協議。[30]
- 2018年8月：指出香港會議展覽中心新翼底部疑受沙中綫會展站工程影響，建築物底部多處牆身滿佈裂紋。[31]
- 2018年9月：指出高鐵西九龍站對出的漾日居小巴站外，該處的路面下陷逾200毫米，建築物內部亦多幅牆身出現裂紋。而商場圓方商戶職員指工作人員休息室的地面及牆身，早在2015年開始出現裂縫。[32]
- 2018年11月：揭發沙頭角邊境禁區內一幅面積約兩萬呎土地，被廣東邊防部隊佔用最少6年作農田。[33]
- 2018年12月：傳真社向勞工處取得規管職安健被定罪的資料，發現量刑偏低。

### 2019年
- 2019年1月：接獲逾20名市民投訴，稱在2012至2015年期間透過美亞置業誤導，以市價買入美國休斯頓7個屋苑的別墅，售價介乎約43萬至70萬港元，合共達1,800萬。但最後發現環境殘舊不堪和不安全的問題，與事實不符。[34]
- 2019年4月：揭發翠湖花園2.6億元圍標案，其工料估價報告出現明顯技術錯誤，結果讓令工程價大幅提高。[35]
- 2019年5月：揭發新鴻基地產在1997年發展元朗采葉庭時，曾向山貝村時任村代表支付315萬元，並承諾贈送旁邊的土地，但最終無兌現。而發展商亦要求消除村內反對發展的聲音。[36]
- 2019年6月：612金鐘衝突中，一名青年中槍後吐血的影片被誤傳已經不治，傳真社聯絡到該傷者，並向各界報平安。[37]
- 2019年7月：揭發香港電台、明報、信報、星島日報、經濟日報、成報、大公報及眾新聞等媒體在報導新城市廣場警民衝突時，引用香港警務處的假消息，指控示威者鉗斷警員手指，但事實是當時示威者與警員正在互搶警棍，剛好被拍到警員手指放在警棍上的照片。[38]同月傳真社翻查612金鐘衝突近200段影片後，發現警方開槍疑報細數，而且全部沒有先舉橙旗警示。[39]
- 2019年8月：浸大學生會會長方仲賢購買鐳射筆被警方拘捕後，傳真社取得閉路電視片段，顯示他購物後有警員尾隨其後。[40]同月亦整合警方在反修例運動清場期間常用槍械及武器的生產商使用指引及產品規格的資料。[41]
- 2019年11月：揭發831太子站襲擊事件6名懷疑遇害者全部皆送院或警署。[42]調查亦嘗試找出站內52名被捕人士，當中47人願意接受訪問。同時發現警方回覆傳真社的被捕人士及傷者數字每次均有出入。[43]

### 2020年
2020年2月，傳真社接觸來自13間公立醫院，合共超過30名醫護人員，發現只有北區醫院自行安排Dirty Team醫生設14日的洗滌期。同月亦發現衛生防護中心對外披露的資訊兩度減少和收到消息指政府要求各部門於3月2日逐步恢復公共服務。
2020年4月，發現走私集團每天用冷藏貨櫃將貨物運到油麻地、昂船洲等地後，再運到三跑附近水域，並有近百艘船隻交收。不過水警或海事處巡邏船只有一至兩艘。而執法部門檢獲的凍肉數量，不足三跑水域一日運貨量。
2020年4月6日，香港臉書專頁「時聞香港」發佈帖子以「捷克分子生物學家強調：新冠病毒源自美軍實驗室」為標題的文章，內容提到捷克分子生物學家Soňa Peková博士在接受斯洛伐克電視台TA3訪問時詳細解釋，「她認為這種新型冠狀病毒起源於美國的實驗室，而不是在受感染的動物身上發現的自然突變，更不是來自中國的實驗室。」
傳真社對相關內容作出查證，經調查，傳真社發現一個名為「自由四川電台」的Twitter帳號曾於3月31日發文：「捷克著名分子生物學家Soňa Peková博士經過研究，認為新冠病毒起源於美國的實驗室，而非中國的實驗室。」該消息隨即於中國內地平台流傳。4月1日，台灣政論談話節目《新聞龍捲風》亦有播出相關內容，節目中時事評論員江中博談及：「她（Soňa Peková博士）認為新冠肺炎的病毒，就是新冠病毒COVID-19，是來自於美國。而且她說，這就是人為製造出來的，就可能是來自於你美國的實驗室。」傳真社又指出，「時聞香港」和「自由四川電台」均在帖子附上「報道原文」連結，然而該連結並非原文，而是香港媒體「Dimsum Daily」3月30日發佈的英文報道，內容引述Soňa Peková在電視台TA3的訪問中指，她有理由相信病毒源於實驗室，而非自然而生。其餘內容包括美國對病毒來源的取態，及病毒為美軍所製造的生化武器等猜測，均屬與Soňa Peková無關的作者的個人意見，而電視台TA3訪問Soňa Peková的片段中完全沒有提及過美國，也沒提及她估計病毒源於什麼國家的實驗室。傳真社隨後以電郵聯絡Soňa Peková求證，Soňa Peková直指報道是假的，又指從未說過或暗示過病毒可能源自任何美國的實驗室，又表示對於造假消息感到無奈。
2020年4月14日，中國大陸騰訊網發表一則標題為《真相浮出水面，美軍核潛艇發現病毒：2019年12月14日就已經出海》的新聞，文中指「感染病毒的美軍核潛艇是田納西號核潛艇，這艘核潛艇已經在海上航行119天了，剛剛才抵達美軍基策普-班戈核潛艇基地進行休整。發現病毒感染是在大約4月10日。」
傳真社查核文中引述的推特消息，發現有關消息見於4月13日推特帳號「sourireyan」發表的推文，指「田納西號戰略核潛艇有8名船員確診新冠病毒肺炎，由此證明病毒源自美國，因為艦上所有軍人離開陸地在海中執勤已119日」，該帳戶也未有正面回覆人們的查詢發對消息可靠性的質疑。傳真社記者進一步發現4月14日開始有更多談及SSBN-734田納西號的推文，主要內容包括：「核潛艇在海中執勤119日」、「潛艇上150名船員全被送院隔離」、「大批救護車包圍住潛艇靠岸的港口」、「病毒源自美國」、「《紐約時報》和Google刪除報道」等。在推特搜尋ssbn734、USS Tennessee、田納西號關鍵字可以找到有關田納西號船員確診的消息，在推特上搜尋田納西號的代號「ssbn734」，發現不少中英文的推文都以類似的句式，質疑病毒是如何走進在海中執勤119日的田納西號，同時又質疑《紐約時報》和Google刪除有關消息。
傳真社指出，根據美國海軍媒體USNI News於2月4日的報道，SSBN-734田納西號早已於2020年1月11日回到其於佐治亞州的金斯灣海軍基地（英語：Naval Submarine Base Kings Bay），因此該艦在海上執勤119日後在4月10日才發現病毒感染的說法並不可能。而翻查SSBN-734田納西號所屬的官方臉書專頁「Submarine Group Ten」，該艦在2020年3月6日舉行了指揮官輪替儀式，儀式全程公開在臉書直播，可見情況與網上流傳的消息不符。至於該騰訊網報道指現時田納西號「剛剛抵達美軍基策普-班戈核潛艇基地進行休整」，然而該美軍基地位於美國西岸西雅圖的皮吉特灣，而根據美國海軍的官方資料及官方臉書專頁「Submarine Group Ten」，SSBN-734田納西號核潛艇的母港是在美國東南部佐治亞州母港金斯灣海軍基地。此外，美國海軍官方網誌上只見西奧多·羅斯福號航空母艦的疫情消息，沒有提及田納西號有確診個案。
2020年6月，發現6間公立醫院至少有82款藥物未經註冊，不過醫生處方時未必知情，藥房派藥亦不會主動向病人通知。
2020年7月，發現其中一間獲政府資助的口罩廠「創意國際科技有限公司」供應派發予市民的口罩，處理過程未符合無塵室的衛生要求。包括在紙皮箱砌成的桌面上包裝口罩和無塵室內的工人沒有穿上防護衣。同月亦發現納米樓單位數量不斷上升，與屋宇署2012年放寬開放式廚房的照明及通風標準有關。
2020年8月，派員到美國嘗試與特首林鄭月娥的幼子林約希接觸，得悉他約於7月25日失蹤。特首辦在截稿前未有回覆。
2020年8月，發現元朗襲擊事件當時有數以百計的白衣人離開前，警方已包圍南邊圍一帶，警員與白衣人數目比例超過1.6比1。不過部分白衣人沒有被警員離記下資料就可離開，而防暴警及便衣警員亦讓路予白衣人駕車駛離現場。
2020年9月，陳彥霖死因展開研訊期間，警方審訊期間卻表示她的手機因有密碼鎖而未能打開。傳真社透過公開資料取得陳彥霖生前用電話拍下的相片進行原始檔案數據分析，反映警方應有能力及技術破解她的iPhone。
2020年11月，發現大浪原居民的薛漢宗及其親屬，改為越村申請「飛丁」建屋。地政總署在大浪的告示板有展示建屋申請，但公告並未見張貼於蠔涌村。

### 2021年
- 2021年1月：揭發龍門老闆仍與一名富臨關連人士共同持有一間公司，又指「黃店」龍門冰室處理「捐款」用途與聲稱不符。[54]
- 2021年2月：揭發港鐵沙中線紅磡站工程「合約1112」擅改圖則，螺絲帽用量較合約多逾4成。[55]
- 2021年4月：發現全民國家安全教育日各紀律部隊訓練學校的開放日，經網上抽籤獲得門票的公眾人士不足一半，其餘入場人士為紀律部隊人員家屬及相關團體成員，政府拒絕回應為何要此安排。[56]
- 2021年6月：揭發利福國際集團自2001年接手崇光百貨後，在未經政府批准下將銅鑼灣東角中心新翼12樓至16樓改建成購物商場。同時透過申請會社牌照，包裝成「會員制」SOGO CLUB。不過地政總署在過去16年未有進行執法。[57]
- 2021年7月：揭發名校德望小學及香港培道小學早在2009年於多間課室內安裝閉路電視鏡頭，但家長均表示不知情。而校方疑亦未有跟從私隱專員公署指引，貼出閉路電視監察告示。[58]
- 2021年9月：發現參與「鹽糖標籤計劃」的17款食品屬高鹽/高糖。食物安全中心其後將逾三成產品從計劃名單中剔除。
- 2021年11月：發現日後重置天星碼頭鐘樓的發展商，可以毋須使用當年保留下來的機械鐘，與2007年1月的承諾違背。[59]

## 獎項及表彰

### 2020 SOPA Awards[60]
| 獎項                                | 類別               | 參賽作品 |
| ----------------------------------- | ------------------ | --- |
| 卓越調查報道獎 （Excellence in Investigative Reporting）                 | Honorable Mentions | 太子站 831 到底有無死人？ （页面存档备份，存于） Did anyone really die in Prince Edward MTR on Aug 31st?（页面存档备份，存于） |
| 亞洲出版業協會公共服務新聞大獎 （SOPA Award for Public Service Journalism） | Finalist           | 追擊反修例風波的假資訊（页面存档备份，存于） （）                                                                              |

### 2020年人權新聞獎[61]
| 獎項                 | 參賽作品                                                                                      |
| -------------------- | --------------------------------------------------------------------------------------------- |
| 調查專題 中文 優異奬 | 太子831 傷者數目1小時改4次 僅1人見過首名救護員 至少10人曾表不適未獲送院（页面存档备份，存于） |

## 中國大陸封鎖
依據GreatFire測試，其網站在中國大陸被當局的網墻封鎖，即當地網民無法正常訪問該網站，2019年11月或更早起遭受封鎖至結束運營。

## 外部連結
- 官方网站
- 傳真社的Facebook專頁（中文）
- FactWire News Agency的Facebook專頁（英文）